# Джиммі Лоурейс
Джиммі Лоурейс (англ. Jimmy Laureys, нар. 7 липня 1981, Бельґія) — бельґійський стронгмен, п'ятикратний переможець змагання Найсильніша Людина Бельґії.

## Життєпис
Народився 7 липня 1981 року в Бельґії. В школі був відомий своїм прізвиськом Кінґ-Конґ через свою розвинену статуру. У віці 15 років почав захоплюватися паверліфтинґом а у 23 звернув свою увагу на стронґмен. У 2001 та 2002 роках посів друге місце у змаганнях Найсильніша Людина Фландрії що показало його здібності як стронгмена. У 2008 році виграв перший національний чемпіонат - змагання Найсильніша Людина Бельґії. Наступного року повторив свій скуток та отримав запрошення до участі у змаганні Найсильніша Людина Світу. Разом з ним змагалися Філ Пфістер та п'ятикратний переможець Маріуш Пудзяновський. Однак він не зміг пройти відбіркові змагання. Впродовж наступних років і аж до 2012 року вигравав національний чемпіонат. У 2013 році виграв своє шосте звання найсильнішого однак був позбавлений свого титулу та відсторонений від змагань до вересня 2015 року за вживання допінґу.

## Власні скутки
- Присідання - 345 кг
- Вивага лежачи - 230 кг
- Мертве зведення - 400 кг